# 十里墩镇
十里墩镇，是中华人民共和国安徽省芜湖市无为市下辖的一个乡镇级行政单位。

## 行政区划
十里墩镇下辖以下地区：
虹桥社区、十里社区、社令村、龙桥村、观音村、镇河村和吕巷村。